# برج قلعه دران
برج قلعه دران مربوط به دوره افشار - دوره زند است و در شهرستان کرمان، بخش مرکزی، روستای دران واقع شده و این اثر در تاریخ ۲۲ مرداد ۱۳۸۴ با شمارهٔ ثبت ۱۳۰۷۵ به‌عنوان یکی از آثار ملی ایران به ثبت رسیده است.